# Загублений Арльський етюдник

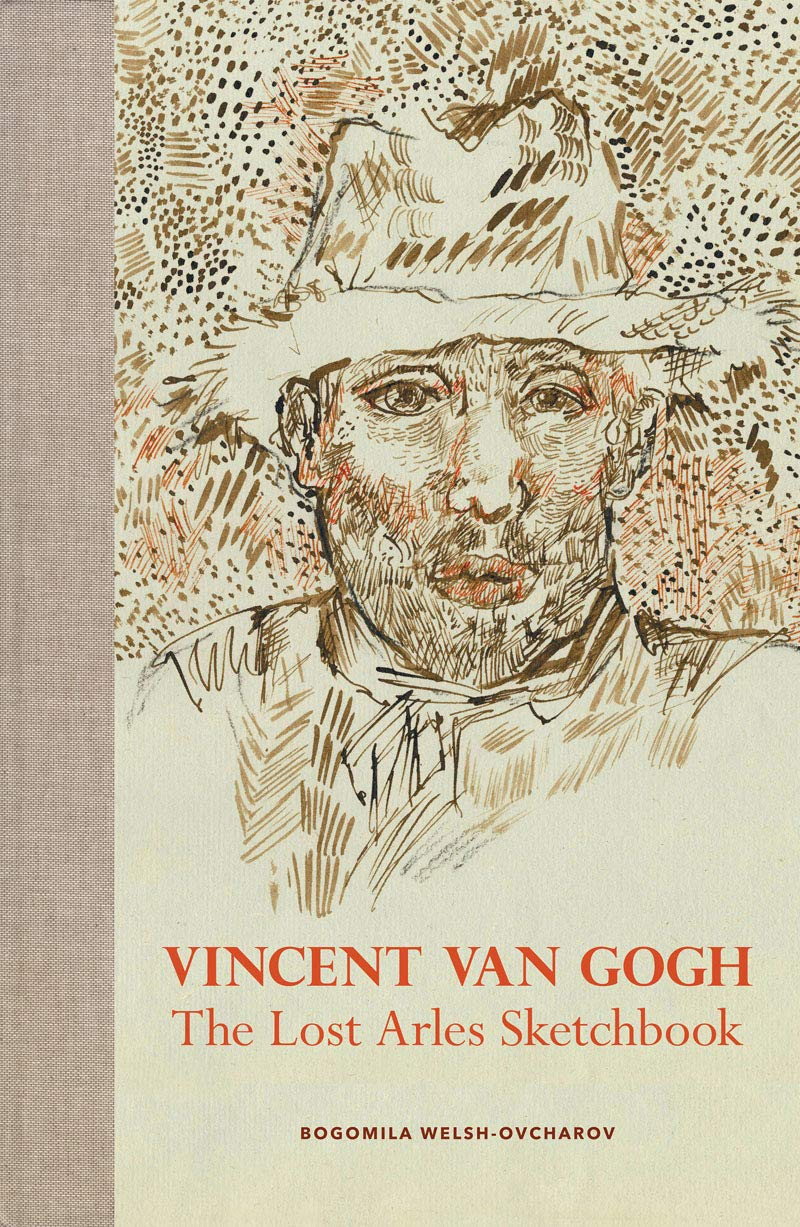
Вінсент Ван Гог: Загублений Арльський етюдник, видання Абрамс, 2016.

Загублений Арльський етюдник — це ймовірний блокнот із малюнками нідерландського художника Вінсента Ван Гога. Авторство цих малюнків Ван Гога було оскаржене мистецтвознавцем Богомілою Вельш-Овчаровою.
Ескізник був опублікований у 2016 році під назвою «Вінсент ван Гог: Загублений Арльський етюдник», автор Вельш-Овчаров з передмовою Рональда Пікванса. Вона була опублікована французькою мовою у видавництві Éditions de Seuil та англійською мовою у видавництві Abrams Books.

## Відкриття
У 2007 році голландський колекціонер мистецтва звернувся до Тейо Мідендорпа, старшого наукового співробітника Музею Ван Гога в Амстердамі, з фотографіями 21 ескізу, які він придбав за «низькою ціною» на інтернет-аукціоні eBay. Мідендорп сказав йому, що не вірить, що це роботи Вінсента Ван Гога. Французький мистецтвознавець Франк Бейлі згодом дізнався про існування етюдника від друга і зустрівся з членом родини власника. Пізніше він сказав, що «одразу відчув, що вони справжні».
Згодом Бейлі звернувся до Музею Ван Гога у 2008 році з 35 іншими ескізами з альбому. Його супроводжував член сім'ї власника етюдника, і музей повідомив йому про свої сумніви щодо їхньої автентичності. Потім Бейлі звернувся до мистецтвознавиці Богоміли Вельш-Овчарової і запропонував їй дослідити автентичність ескізів. Вона згадувала, що її «…першим відчуттям було неймовірне переповнююче відчуття того, що я знаю, що у мене в руках… Але потім, звичайно, я зрозуміла, що мені потрібно отримати стипендію». Вона розповіла, що витратила три роки на встановлення автентичності робіт і пізніше назвала їх «найбільш революційним відкриттям за всю історію творчості Ван Гога».
Мистецтвознавець Рональд Пікванс сказав, що малюнки були «…абсолютно в порядку, від першого до 65… Кінець пісні, кінець історії».

## Розповідь Жину
Історію виживання етюдника описала Вельш-Овчарова. Вона розповіла, що ескізник, комерційний журнал, був подарований Ван Гогу в 1888 році Жозефом і Марією Жину, які володіли кафе «Кафе де ла Гар» в Арлі. Він замальовував провансальські краєвиди навколо Арля в блокноті і продовжував працювати в ньому під час перебування в психіатричній лікарні в Сен-Ремі. У травні 1890 року він попросив свого лікаря повернути речі сім'ї Жину, серед яких був і блокнот. Передача блокнота була записана в блокноті в кафе де ла Гар. Сім'я Жину володіла етюдником до 1944 року. Потім його успадкувала племінниця родини Жину, Маргарита Кревулен. Згодом кафе купила родина Бассо, власниця блокнота у 2016 році розповіла Вельш-Овчаровій, що сестра її матері стала членом родини Бассо після заміжжя. Ескізник і книга, в якій міститься інформація про дарування етюдників, були «витягнуті» з будинку, що належав родині Жину, сусідкою, яка подарувала їх своїй доньці на день народження в 1960-х роках. Дочка стала власницею етюдника у 2016 році.
Вельш-Овчарова розповіла, що «моя мати знайшла велику книгу малюнків… і, нічого не знаючи про мистецтво і не маючи художньої освіти, вона не мала жодного уявлення про важливість цієї знахідки. Вона подарувала її мені на моє 20-річчя, і вона була захована в шафу». Вельш-Овчарова описала власників як «дуже простих людей, і лише за примхою долі вони показали її комусь у регіоні, хто знав місцевого фахівця з мистецтва… Вони взяли 30 ілюстрацій і вирвали їх з книги».

## Спростування розповіді Жину
Музей Ван Гога заявив, що ймовірне збереження ескізника є «вкрай малоймовірним» і що «стиль малювання автора малюнків у втраченому Арльському етюднику, на думку наших експертів, є монотонним, незграбним і бездуховним». Чорнило, використане на малюнках, коричневе, в той час як Ван Гог зазвичай використовував чорне або фіолетове чорнило, як стверджують у музеї. Мідендорп зазначив, що розбіжності в датах, записаних у блокноті кафе, очевидні. 20 травня 1890 року лікар Ван Гога приніс до кав'ярні велику книгу малюнків, про що в блокноті було записано: «Мсьє лікар Рей залишив для пана і пані Жину від художника Ван Гога кілька порожніх коробок з-під оливок і в'язку рушників у клітинку, а також велику книгу малюнків і просить вибачення за затримку». У 2013 році музею показали фотографії блокнота, на яких було вказано 19 червня 1890 року, однак у книзі «Втрачений арльський етюдник» 2016 року з'явилося посилання на 10 червня 1890 року. У музеї заявили: «Ми дуже хотіли б знати, як це можливо… Наскільки достовірним є записник, якщо точно такий самий запис можна знайти у двох різних виданнях?».
Видавництво «Загублений Арльський етюдник», Editions du Seuil, заявило, що вони «…не змінили своєї думки та дуже раді, що відтепер кожен може скласти власну думку, побачивши малюнки й прочитавши аналіз».
Бейлі заявив, що Музей Ван Гога вчинив неетично і що «можна було б очікувати, що експерти діятимуть науково, але вони ніколи не тримали цих фотографій в руках, окрім 50 хвилин … На жаль, їхні аргументи не дуже переконливі. Вони захищають свій периметр».

## Опис
Етюдник — це «комерційна книга з високоякісним папером», яка містить 65 малюнків, виконаних очеретяним пером, що зображують етюди пейзажу Провансу та, ймовірно, підготовчі ескізи до картин Ван Гога. До нього також включено автопортрет Ван Гога та портрет Поля Гогена. Також зображено Жовтий будинок і міст Ланглуа та море в Сен-Марі-де-ла-Мер.
Оцінка робіт варіювалася від «десятків мільйонів» фунтів стерлінгів, якщо вони були автентичними, до нуля, якщо ні.

## Рецепція
Музей Ван Гога назвав ескізи «імітаціями» під час їхньої презентації у 2016 році. Луїс ван Тілборг, старший науковий співробітник музею, сказав: «На нашу думку, він не є автентичним… Власники етюдника запитували нашу думку у 2007 і 2012 роках, і ми знову вивчали іконографію, стиль і техніку, досліджували походження, і прийшли до висновку, що це не його робота. Ми не змінили своєї думки».
Ймовірне створення Ван Гогом етюдника було показано у фільмі 2016 року «На порозі вічності» режисера Джуліана Шнабеля з Віллемом Дефо в головній ролі Ван Гога. Включення етюдника до фільму розкритикував мистецтвознавець Мартін Бейлі. Бейлі описує малюнки як «слабко намальовані, похідні роботи». Він заперечує факт виявлення малюнків у 2016 році, оскільки деякі з них були показані раніше, у 2010 році. В інтерв'ю The Times Шнабель сказав, що автентичність малюнків «не має значення» і що «вони були до біса гарні».

## Список використаних джерел
1. 1 2  Newly discovered 'Van Gogh' drawings labelled imitations by museum. The Guardian. 16 листопада 2016. Процитовано 25 січня 2023.
2. 1 2 3 4 5 6 7 8 9 10 11 12  Siegal, Nina (15 листопада 2016). Sketchbook Attributed to van Gogh Pits Scholars Against a Museum. The New York Times. Архів оригіналу за 16 листопада 2016. Процитовано 25 січня 2023.
3. 1 2 3 4 5 6 7 8 9 10 11 12  Sanderson, David (16 листопада 2016). Van Gogh's missing sketches: The master's work or clumsy fakes?. The Times. № 72069. с. 3. Процитовано 5 лютого 2023.
4. 1 2  Sanderson, David; Sage, Adam (17 листопада 2016). Van Gogh claims look increasingly sketchy. The Times. № 72070. с. 11. Процитовано 5 лютого 2023.
5. 1 2 3 4  Bailey, Martin (30 березня 2019). Julian Schnabel's Van Gogh film is moody and marvellous in spells—but gets two things crucially wrong. The Art Newspaper[en]. Процитовано 25 січня 2023.